# الصبر (حجر الصيعر)

تعديل مصدري - تعديل

الصبر هي إحدى قرى عزلة حجر الصيعر بمديرية حجر الصيعر التابعة لمحافظة حضرموت، بلغ تعداد سكانها 73 نسمة حسب تعداد اليمن لعام 2004.